# La Pantera
La Pantera è un romanzo giallo del 2012 scritto da Nelson DeMille.
Ha come protagonista John Corey.

## Trama
Il romanzo è il seguito de L'ora del leone e de Il leone.
John Corey, ex poliziotto ora membro dell'Anti-Terrorist Task Force, è stato inviato in Yemen, uno dei luoghi più pericolosi in assoluto di tutto il Medio Oriente. Qui, assieme alla moglie, l'agente dell'FBI Kate Mayfield e ad altri agenti, deve catturare uno dei più alti strateghi di Al-Qaeda, l'uomo noto come "la Pantera". Inafferrabile e spietato, è ricercato per innumerevoli atti di terrorismo, per numerose stragi per le quali il governo degli Stati Uniti è pronto a tutto per fermarlo.
Una volta giunti a Sana'a, la capitale dello Yemen, scoprono che Al-Qaeda è più forte e operativa che mai, la guerra contro il terrorismo è destinata a durare anni e decenni e gli USA hanno bisogno di persone valide per riuscire a lottare anche in territorio ostile. Nel frattempo una nave militare americana, la USS Cole è stata colpita da un attentato proprio nelle acque dello Yemen. 
Ben presto marito e moglie, che sono arrivati tardi in un gioco già in atto da tanto tempo e di cui non conoscono lo scacchiere e nemmeno le pedine si rendono conto che nulla è quello che sembra, fino al punto che i veri nemici potrebbero essere le persone che loro reputano amiche.

## Edizioni
- Nelson DeMille, La Pantera, traduzione di Renato Pera, Arnoldo Mondadori Editore.